# 醯基氰化物

醯基氰化物的化学結構通式

在有机化学中，酰是由酰基(RC(O))上連結氰基(CN) 所组成，其中最常見者包括乙醯氰、甲酰氰和草酰二氰。醯基氰化物是有机合成中的试剂。  

## 合成
醯基氰化物通常通过酰氯与氰化钠的盐复分解反应产生的：
{\displaystyle {\ce {RCOCl + NaCN -> RC(O)CN + NaCl}}}
或者，它们可以通过酰基醛肟(英語：Acyl aldoxime)脱水獲取：
{\displaystyle {\ce {RC(O)CH=NOH -> RC(O)CN + H2O}}}
也可通过乙烯酮的氢氰化制备乙酰氰：
{\displaystyle {\ce {H2C=C=O + HCN -> CH3C(O)CN}}}

## 反应
醯基氰化物是温和的酰化剂。
{\displaystyle {\ce {R(O)CN +2NaOH -> RCO2Na +NaCN +H2O}}}
醯基氰化物与叠氮化物混合時可发生点击反应，生成酰基四唑。